# Stadtwerke Eichstätt
Die Stadtwerke Eichstätt (SWE) sind der regionale Energieversorger in Eichstätt. Die Stadtwerke Eichstätt Energie GmbH versorgt ihre Kunden mit Strom, Gas, Wasser- und Fernwärmeversorgung. Die Stadtwerke Eichstätt betreibt das Blockheizkraftwerk „Spitalstadt“, das Biomasse-Heizwerk Schottenau, zwei Wasserkraftwerke, die Biogasanlage der Kläranlage, das Freibad und mehrere Photovoltaikanlagen. Der Unternehmenssitz der Stadtwerke Eichstätt befindet sich in der Gundekarstraße 2 und wurde 1988 nach Plänen des Münchner Architekten Michael Gaenßler errichtet.

## Geschichte
Im Jahre 1863 wurde vom damaligen Magistrat der Auftrag vergeben, Gas für die Straßenbeleuchtung der Stadt herzustellen. Es entwickelte sich die Gasversorgung der Stadt, zu der in den darauffolgenden Jahrzehnten Wasser- und Stromversorgung hinzukamen. Mit dem stetigen Wachsen Eichstätts im Laufe des Jahrhunderts wurden die für die Versorgung der Bevölkerung notwendigen Anstrengungen aufwändiger. Die Entwicklung der Stadtwerke wurden gerade in den vergangenen Jahrzehnten durch die Ergänzung der klassischen Versorgungsbereiche um die Dienstleistungsbereiche Freibad und Öffentlicher Personennahverkehr gekennzeichnet.

## Architektur

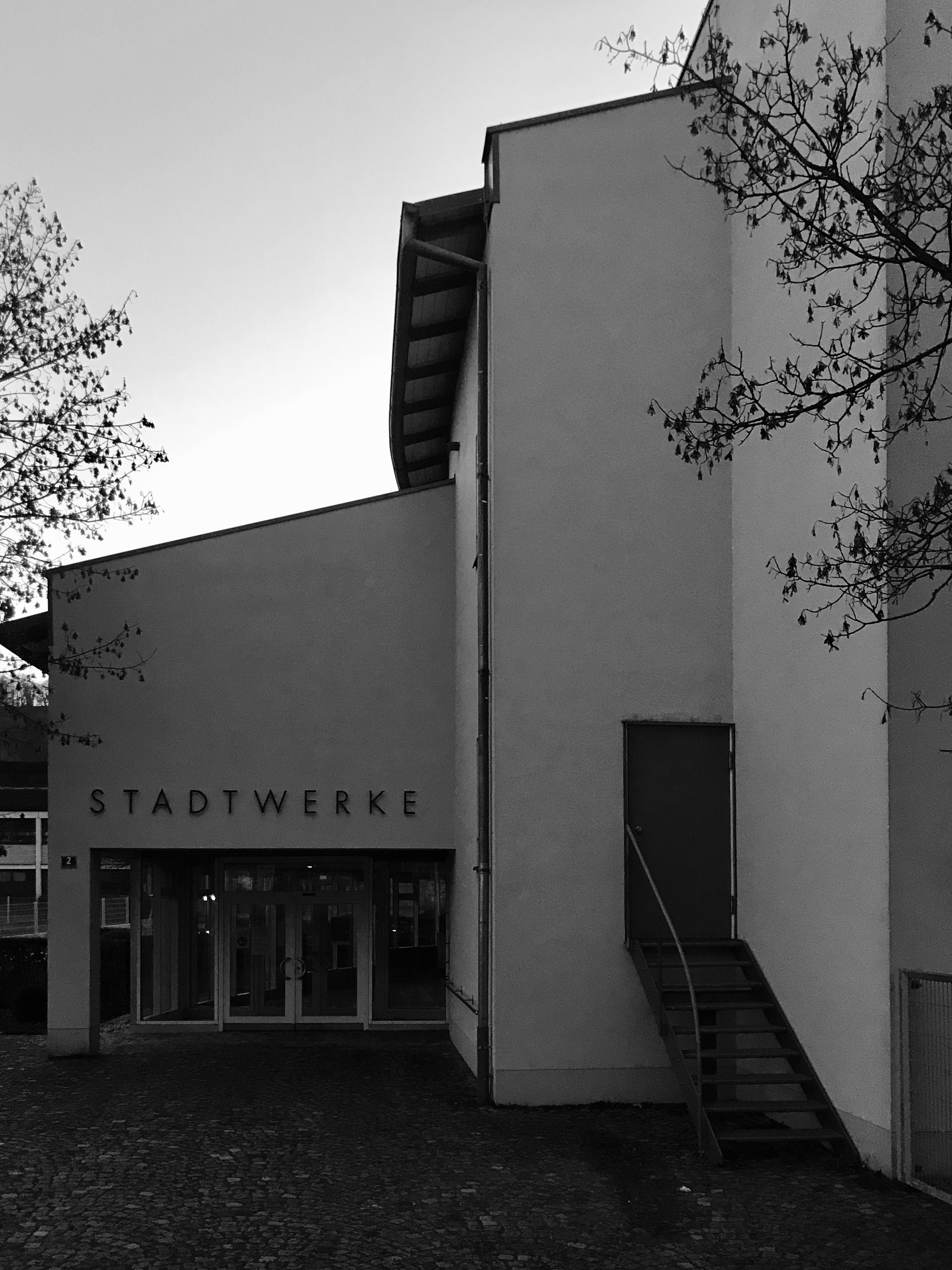
Eingang

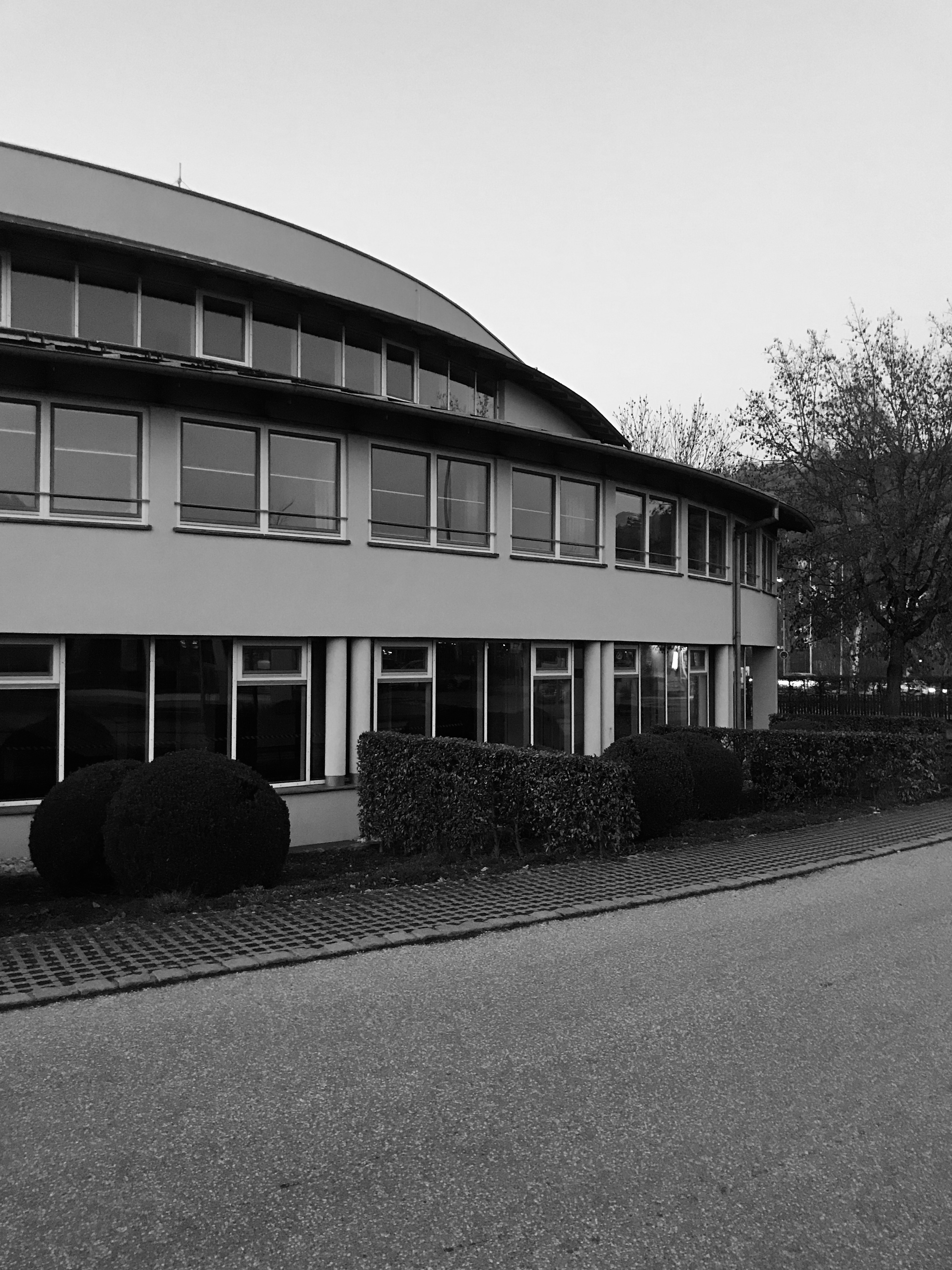
Fassade

Der Neubau unterhalb der Willibaldsburg wurde nach einem Architekturwettbewerb realisiert. Der neue Unternehmenssitz wurde in den Jahren zwischen 1986 und 1988 nach Plänen von Michael Gaenssler erbaut. Der dreistöckige Verwaltungsbau verdient durch seinen gekurvten Verwaltungsbau an Aufmerksamkeit. Fensterbänder, Eingangshalle, offene Treppen, Galerien in den zweiten Obergeschossen bilden Innenraum- und Außenraumbezüge. Die Lagerhalle in Stahlbetonskelett mit Aluminiumhaut wird bewusst von dem Viertelkreisbogen an der Gundekarstraße umschlossen. Gartenarchitekt war Gerhart Teutsch, Bauingenieure waren Sailer & Stepan und Lichtplaner war Walter Bamberger. Architekt und Fotograf Michael Gaenßler fotografierte das Bauwerk und später wurde es von Klaus Kinold dokumentiert.

## Versorgungsgebiet
Die Stadtwerke Eichstätt GmbH hat im Netzgebiet der Stadtwerke Eichstätt GmbH die meisten Haushaltskunden und ist damit Grundversorger sowohl für Strom, Gas, Wasser als auch für Fernwärme.

## Tarifprodukte

### Strom
Die Stadtwerke Eichstätt verfügt über ein 188 Kilometer langes Erdkabelnetz mit 61 Umspannstationen, über das jährlich rund 84 Millionen kWh Strom fließen. Versorgt werden über 3900 Hausanschlüsse (Stand 31. Dezember 2014).

### Gas
Über das Netz der Stadtwerke Eichstätt wird jährlich rund 180 Millionen kWh Erdgas abgegeben. An das 60 Kilometer lange Rohrleitungsnetz sind 3300 Haushaltsanschlüsse mit rund 3100 Zählern angebunden (Stand 31. Dezember 2014).

### Wasser
Die Stadtwerke versorgen Privat- und Geschäftskunden mit Wasser aus dem im Jahr 2000 neu errichteten Wasserwerk „Pfünzer Forst“ und betreiben das Freibad. Der Trinkwasserverbrauch in Eichstätt ist im Sinne der Ressourcenschonung in den letzten Jahren stetig zurückgegangen.

### Fernwärme

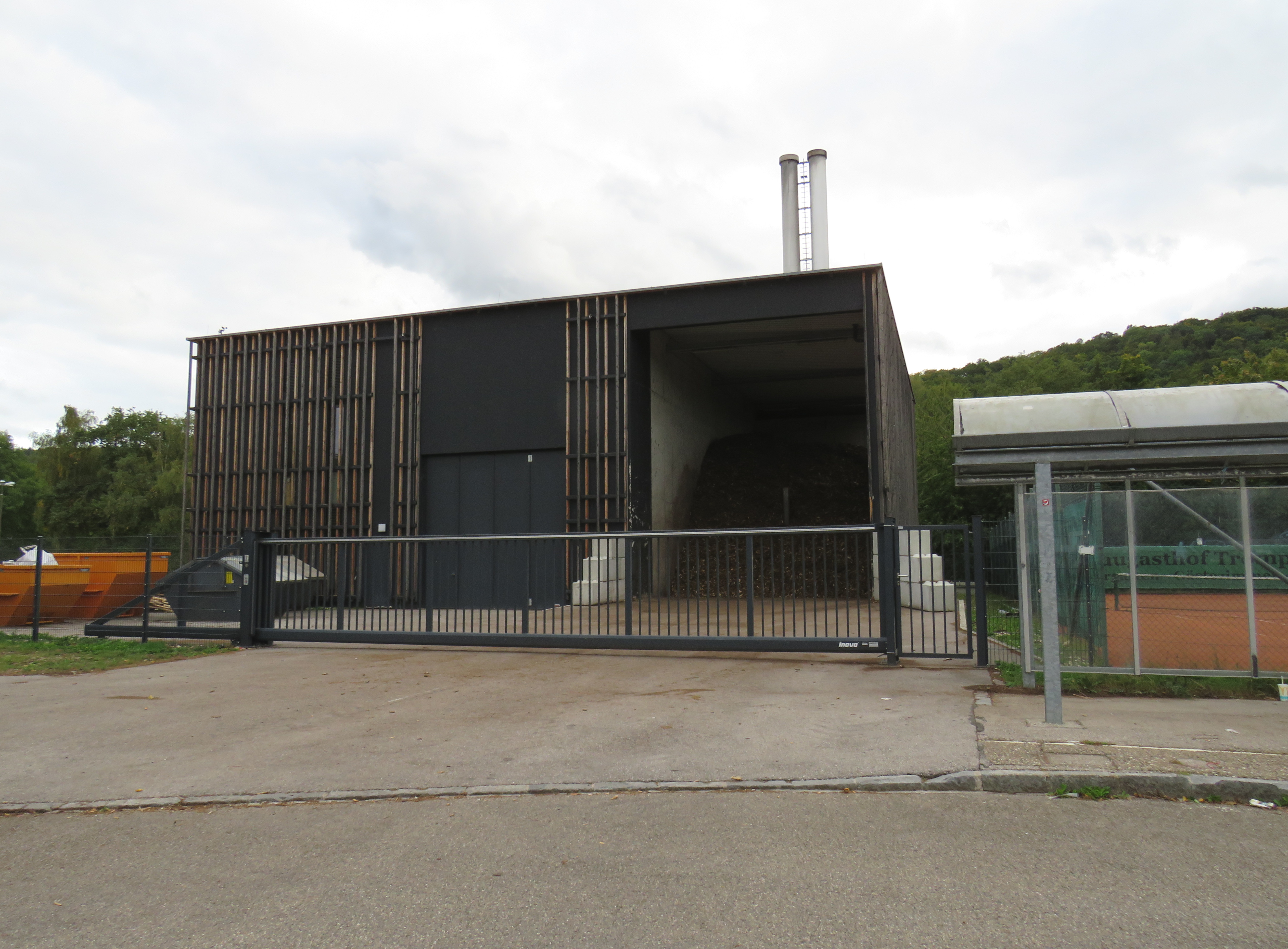
Biomasseheizwerk Schottenau der Stadtwerke Eichstätt

Der Fernwärmeverbund der Stadtwerke Eichstätt beliefert private und gewerbliche Kunden mit Heizenergie. Im Rahmen der Fernwärmeversorgung betreiben die Stadtwerke Eichstätt seit 2010 das Biomasseheizwerk in Schottenau und seit 2013 das Blockheizkraftwerk in der Spitalstadt. Beide Wärmeverbünde tragen dem Ausbau der regenerativen Energieerzeugung in der Stadt Eichstätt in großem Maße Rechnung und führen zu einem entscheidenden Einsatz regenerativer heimischer Energieträger.

## Elektromobilität
In den Sommermonaten bietet die Stadtwerke Eichstätt einen E-Bike-Leihservice an, in Zusammenarbeit mit dem Projekt Stromtreter unterstützen wir außerdem die Aufstellung von E-Bike-Ladepunkten in Eichstätt. Weiterhin wird es neue E-Auto-Ladepunkte für kostenloses Stromtanken in Eichstätt an vier Standorten bereitgestellt.

## Erneuerbare Energien
Seit 2017 bietet die Stadtwerke Eichstätt für umweltbewusste Kunden, die sich für das Zusatzangebot "eichstätt-energreen" entschieden haben, Energie aus regenerativen Energieerzeugungsanlagen an.

## Auszeichnungen und Preise
- 2014: Bayerischer Energiepreis

## Filmografie
- https://www.radio-in.de/mediathek/video/blockheizkraftwerk-in-der-spitalstadt-eingeweiht/